# Estado Jabal al-Druze
```
   |-
       | 
Erro:
:  
valor não especificado para "
continente
"
```

Jabal al-Druze (em árabe: جبل الدروز, em francês:  Djebel Druze) foi um estado autónomo no Mandato Francês da Síria de 1921 a 1936, projetado para funcionar como um governo para a população Drusa local sob supervisão francesa.

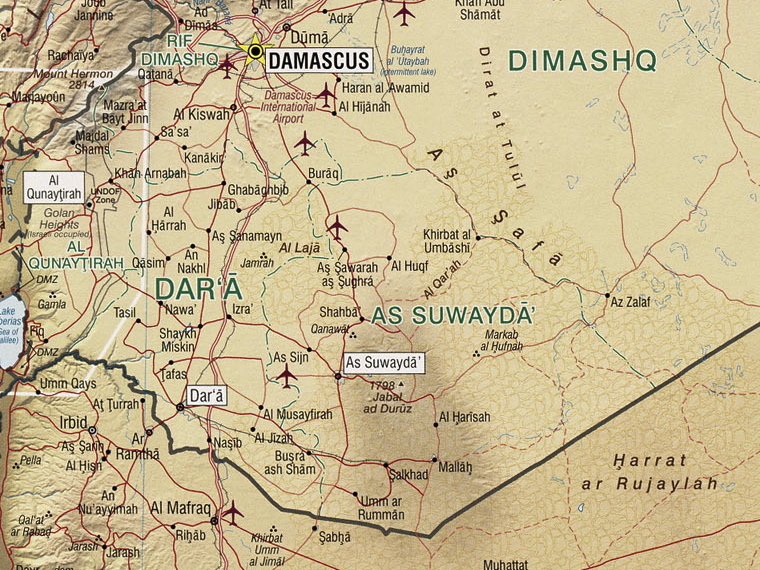
Mapa Geográfico de Jabal al-Druze

## Nomenclatura
Em 4 de Março de 1922, foi proclamado como o Estado de Sueida, em homenagem a sua capital Sueida, mas em 1927 foi renomeado como Jabal al-Druze ou  Estado Jabal Druze . O nome vem da montanha Jabal al-Druze.

## História

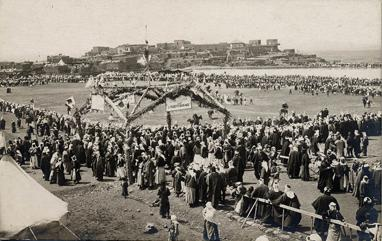
Drusos celebrando a sua independência em 1925

O estado druso foi formado em 1 de maio de 1921, no antigo território Otomano, enquanto outros pequenos estados foram instalados em outras partes do mandato sírio (por exemplo, o Estado Alauíta na região de Lataquia). Jabal al-Druze era o lar de cerca de 50.000 drusos. Foi a primeira e continua sendo a única entidade autónoma a ser povoada e governada por drusos. A Revolução Síria de 1925 começou em Jabal al-Druze sob a liderança de Sultan al-Atrash, e rapidamente se espalhou para Damasco e outras áreas não-drusas fora da região de Jabal al-Druze. Os protestos contra a divisão do território sírio em pequenos estados foram um tema principal do nacionalismo anti-colonial sírio, que finalmente ganhou a vitória para reunir todo o território francês, excepto o Líbano (que se tornou independente) e Alexandreta, que foi anexada à Turquia como a província de Hatay.
Como resultado da pressão nacionalista síria, sob o Tratado Franco-Sírio de 1936, Jabal al-Druze deixou de existir como uma entidade autónoma e foi incorporada à Síria.

## População
| Distribuição Geral da População no Estado de Jabal Druze de acordo com o censo Francês de 1921-22 |            |             |
| Religião                                                                                          | Habitantes | Percentagem |
| Druzos                                                                                            | 43,000     | 84.8%       |
| Cristãos                                                                                          | 7,000      | 13.8%       |
| Sunitas                                                                                           | 700        | 1.4%        |
| Total                                                                                             | 50,700     | 100%        |

## Governadores
- Amir Salim Pasha al-Atrash (1 de Maio, 1921 - 15 de Setembro, 1923)
- Trenga (provisional) (Setembro 1923 - 6 de Março, 1924)
- Gabriel Marie Victor Carbillet (6 de Março, 1924 - 14 de Outubro, 1925), provisório até 1 de Outubro, 1924
- Sultan Pasha al-Atrash (18 de Julho, 1925 - 1 de Junho, 1927), chefe de estado; em dissidência
- Charles Andréa (15 de Outubro, 1925–1927)
- Marie Joseph Léon Augustin Henry (1927)
- Abel Jean Ernest Clément-Grancourt (1927–1932)
- Claude-Gabriel-Renaud Massiet (3 de Fevereiro, 1932 - 28 de Janeiro, 1934)
- Justin-Antoine Devicq (1934–1935)
- Pierre-Joseph-François Tarrit (1935 - 2 de Dezembro, 1936) [2]

## Ver Tambem
- Estado Alauíta
- Jabal al-Druze
- Drusos